# Municipio Anzaldo
Das Municipio Anzaldo ist ein Verwaltungsbezirk im Departamento Cochabamba im südamerikanischen Anden-Staat Bolivien.

## Lage im Nahraum
Das Municipio Anzaldo ist eines von vier Municipios der Provinz Esteban Arce. Es grenzt im Nordwesten an das Municipio Tarata, im Südwesten an das Departamento Potosí, im Südosten die Provinz Mizque, im Osten an das Municipio Sacabamba, im Nordosten an die Provinz Punata und im Norden an die Provinz Germán Jordán.
Der zentrale Ort des Municipios ist Anzaldo mit 1209 Einwohnern im zentralen Teil des Municipios. (2012)

## Geographie
Das Municipio Anzaldo liegt im Übergangsbereich zwischen der Anden-Gebirgskette der Cordillera Central und dem bolivianischen Tiefland. Die mittlere Durchschnittstemperatur der Region liegt bei etwa 18 °C (siehe Klimadiagramm Cochabamba) und schwankt nur unwesentlich zwischen 14 °C im Juni/Juli und 20 °C im Oktober/November.
Der Jahresniederschlag beträgt nur rund 450 mm, bei einer ausgeprägten Trockenzeit von Mai bis September mit Monatsniederschlägen unter 10 mm und einer Feuchtezeit von Dezember bis Februar mit 90 bis 120 mm Monatsniederschlag.

## Bevölkerung
Die Einwohnerzahl ist zwischen 1992 und 2024 um etwa ein Viertel gesunken:
| Jahr | Einwohner | Quelle       |
| ---- | --------- | ------------ |
| 1992 | 9807      | Volkszählung |
| 2001 | 9126      | Volkszählung |
| 2012 | 7192      | Volkszählung |
| 2024 | 7322      | Volkszählung |

Die Region weist einen hohen Anteil an Quechua-Bevölkerung auf, im Municipio Anzaldo sprechen 99,2 Prozent der Bevölkerung Quechua. (2001)
Die Bevölkerungsdichte des Municipio bei der Volkszählung von 2024 betrug 11,4 Einwohner/km², der Anteil der städtischen Bevölkerung ist 0,0 Prozent. Die Lebenserwartung der Neugeborenen lag im Jahr 2001 bei 60,2 Jahren.
Der Alphabetisierungsgrad bei den über 19-Jährigen beträgt 55,5 Prozent, und zwar 70,9 Prozent bei Männern und 41,9 Prozent bei Frauen. (2001)

## Politik
Ergebnis der Regionalwahlen (concejales del municipio) vom 4. April 2010:
| Wahlberechtigte |  | Stimmen | gültig |  | MAS-IPSP | FPV    | UN-CP | MSM   |
| --------------- |  | ------- | ------ |  | -------- | ------ | ----- | ----- |
| 3.570           |  | 3.147   | 2.381  |  | 1.594    | 524    | 183   | 80    |
|                 |  | 88,2 %  | 75,7 % |  | 66,9 %   | 22,0 % | 7,7 % | 3,4 % |

Ergebnis der Regionalwahlen (elecciones de autoridades políticas) vom 7. März 2021:
| Wahl- berechtigte |  | Wahl- beteiligung | gültige Stimmen |  | MAS-IPSP | SÚMATE | MTS    | SOMOS  | PAN-BOL | FPV    |
| ----------------- |  | ----------------- | --------------- |  | -------- | ------ | ------ | ------ | ------- | ------ |
| 3.518             |  | 2.978             | 2.476           |  | 2.164    | 117    | 80     | 41     | 20      | 17     |
|                   |  | 84,65 %           | 83,14 %         |  | 87,40 %  | 4,73 % | 3,23 % | 1,66 % | 0,81 %  | 0,69 % |

## Gliederung
Das Municipio ist untergliederte sich bei der letzten Volkszählung von 2012 in die folgenden drei Kantone (cantones):
- 03-0402-01 Kanton Anzaldo – 53 Ortschaften – 5.185 Einwohner
- 03-0402-02 Kanton Quiriria – 13 Ortschaften – 931 Einwohner
- 03-0402-03 Kanton La Viña – 13 Ortschaften – 1.076 Einwohner

## Ortschaften im Municipio Anzaldo
- Kanton Anzaldo
  - Anzaldo 1209 Einw. – Pajcha Pata Lux 186 Einw. – Blanco Rancho 118 Einw. – Sivingani 41 Einw. – Apachetas Einwohnerzahl unbekannt

- Kanton Quiriria
  - Alfamayu 115 Einw. – Chapini 107 Einw. – Quiriria 69 Einw.

- Kanton La Viña
  - Soico 145 Einw. – La Viña 111 Einw. – Thaya Paya 91 Einw. – Caranota 68 Einw.